# 조커 머챈드 스타디움
조커 머챈드 스타디움(Joker Marchant Stadium)은 미국 플로리다주 레이클랜드에 위치한 야구장이다. MLB 디트로이트 타이거스의 스프링 트레이닝 장소이다.